# Vlasta Baránková
Vlasta Baránková (* 4. listopadu 1943 Mokrá u Brna) je česká výtvarnice, známá především jako autorka ilustrací pro děti.

## Život a dílo
Žije a pracuje v Brně, má dva syny. Po studiích na uměleckoprůmyslové škole v Brně pracovala v oblastech vývoje a užití hraček, drobných uměleckých předmětů a divadelních loutek. Pracovala také jako výtvarník Kulturního domu v Brně. V 70. letech 20. století se věnovala grafickému designu, výstavní grafice a typografické úpravě časopisů a knih. Od 80. let se věnovala také malbě.
Od 90. let 20. století se těžištěm její tvorby staly knižní ilustrace. Výčet ilustrovaných knih čítá přes sto titulů. Od roku 1986 spolupracovala s curyšským vydavatelstvím Bohem Press, mezi českými vydavatelstvími jsou to například Albatros, Fragment nebo Euromedia Group. Své dílo prezentovala na desítkách českých i mezinárodních výstav a obdržela několik ocenění. Její první ilustrovaná kniha vyšla již v roce 1971 (František Tenčík: Ivánek). Od 90. let spoluvytvářela dětské animované seriály, např. Lískulka  a slovenský animovaný Kamarát z chodníka ve spolupráci s režisérem Jiří P. Miškou a animátorkou Kateřinou Pávovou. Její ilustrace doprovázejí zpěvníky pro děti od autorské dvojice Zdeňka Svěráka a Jaroslava Uhlíře.